# مسکوو
مسکوو (انگلیسی: Moskovo) یک شهرک در شهرستان دیورتیورلینسکی در استان باشقیرستان کشور روسیه است.